# Night Time, My Time
Night Time, My Time è l'album in studio di debutto della cantante statunitense Sky Ferreira, pubblicato il 29 ottobre 2013 dall'etichetta discografica Capitol Records.
Particolarmente apprezzato dalla critica, che ne ha lodato soprattutto il suono e lo ha anche proclamato come «uno dei migliori album del 2013», il disco esplora sonorità orientate verso la musica pop degli anni Ottanta, quella grunge del decennio successivo e incorpora vari stili del rock.

## Sviluppo
Dopo aver pubblicato i brani 17, One, e Obsession, Ferreira ha annunciato che il suo album in studio di debutto sarebbe stato distribuito l'11 gennaio 2011. Tuttavia, il budget di Ferreira è stato drasticamente ridotto, il che ha portato alla cancellazione del progetto, il quale è stato invece sostituito dall'EP, As If!, in data 22 marzo 2011. Nel novembre 2011, Ferreira progetta una nuova possibile data sia per l'album che per il singolo apri-pista atto ad anticiparlo. Il mese successivo, ha rivelato che lei si trovava in studio in quel periodo, lavorando assieme a Jon Brion per tutto il corso del 2012 e prospetta anche una «possibile» collaborazione con Shirley Manson e Greg Kurstin. Nei primi mesi del 2012, la cantante ha intanto ribattezzato l'LP Wild at Heart e ha incluso 24 Hours e Swamp Girl in esso. Il titolo di un'altra canzone, Lost In My Bedroom, è emerso intorno al mese di marzo. Dopo aver girato il video musicale del brano Red Lips, nel mese di giugno, ha rinominato ancora una volta il nome del disco, cambiandolo prima I'm Not Alright e in seguito I Will.
Ferreira ha dunque iniziato a lavorare con Ariel Rechtshaid, che ha contattato dopo l'ascolto del brano One. Non appena il singolo Everything Is Embarrassing è diventato inaspettatamente popolare, Ferreira ha pubblicato un altro EP, Ghost, il 16 ottobre 2012. Nei primi mesi del 2013, Sky afferma la volontà di creare un album composto da un insieme di tracce che aveva scritto e registrato con Brion e quelli con Rechtshaid, anche se successivamente ha deciso di escludere le tracce prodotte da Brion. Quando la casa discografica si è rifiutata di finanziare ulteriori sessioni di registrazione per l'album, Ferreira ha deciso di svolgere tale lavoro autonomamente, impiegando i soldi che aveva guadagnato grazie alla sua carriera di modella. La maggior parte del contenuto del disco è stato completamente registrato, mixato e masterizzato nel giro di poche settimane nel mese di agosto 2013. Il 29 dello stesso mese, Ferreira ha postato una foto sulla sua pagina Facebook indicante il completamento di Night Time, My Time.

## Pubblicazione
La copertina per Night Time, My Time è stata realizzata dal regista argentino Gaspar Noé presso l'Hotel Amour di Parigi e presentata per la prima volta dalla Ferreira il 10 ottobre 2013. Essa rappresenta un primo piano della cantante, la quale si trova all'interno di una doccia rivestita con delle piastrelle verdi, indossante una collana con una croce al collo e, nuda, espone completamente il seno sinistro. Lei ha inizialmente pensato di utilizzare un'altra immagine per la copertina dell'album, venendo inoltre incoraggiata dalla Capitol Records a scegliere una fotografia più vecchia, ritraendola nel momento in cui aveva i «capelli biondi e lunghi, seduta su un letto e in un grazioso abito nero.» Tuttavia, Sky ha alla fine optato per la prima immagine poiché, secondo lei, riflette con maggiore precisione la natura del disco. A proposito delle controversie generate dalla copertina, ha invece dichiarato:
L'album è stato pubblicato sotto forma di download digitale attraverso l'iTunes Store statunitense il 29 ottobre 2013, dove è stato disponibile in esclusiva fino al 5 novembre. È stato inoltre reso disponibile per il pre-ordine sia in formato di CD che LP, anche se Ferreira ha criticato pubblicamente la Capitol, dal momento che questa aveva rifiutato la versione iniziale della cantante e quest'ultima ha annunciato che avrebbe autofinanziato la creazione della versione in vinile. Dopo il lancio del suo terzo extended play Night Time, My Time: B-Sides Part 1 nel mese di novembre, il suo store MyPlayDirect ha iniziato a vendere dei cofanetti contenenti un disco in formato vinile di colore verde traslucido, un CD, un download digitale, e un poster della copertina del progetto. Sky ha anche annunciato che le copie preordinate di Night Time, My Time sono state spedite il 27 novembre, mentre la Capitol, da parte sua, ha pubblicato le proprie versioni in vinile il 28 gennaio 2014.

## Tracce
1. Boys – 4:40 (Sky Ferreira, Ariel Rechtshaid, Justin Raisen)
2. Ain't Your Right – 3:22 (Ferreira, Rechtshaid, Raisen, Jordan Benik)
3. 24 Hours – 4:05 (Ferreira, Rechtshaid, Raisen)
4. Nobody Asked Me (If I Was Okay) – 4:07 (Ferreira, Rechtshaid, Raisen, Jeremiah Raisen)
5. I Blame Myself – 3:57 (Ferreira, Rechtshaid, Raisen, Benik, Daniel Nigro)
6. Omanko – 4:36 (Ferreira, Rechtshaid, Raisen)
7. You're Not the One – 3:56 (Ferreira, Rechtshaid, Raisen, Nigro)
8. Heavy Metal Heart – 4:16 (Ferreira, Rechtshaid, Raisen)
9. Kristine – 2:40 (Ferreira, Rechtshaid, Raisen, Ashlee Gardner)
10. I Will – 3:19 (Ferreira, Rechtshaid, Raisen, Nigro)
11. Love in Stereo – 3:19 (Ferreira, Rechtshaid, Raisen, Nigro, Raisen)
12. Night Time, My Time – 3:50 (Ferreira, Raisen)

Tracce bonus nell'edizione internazionale
1. Everything Is Embarrassing – 4:09 (Ferreira, Rechtshaid, Devonté Hynes)
2. Everything Is Embarrassing (Unknown Mortal Orchestra Remix) – 6:54 (Ferreira, Rechtshaid, Hynes)

Disco 2 nell'edizione limitata
1. Sad Dream – 3:34 (Ferreira, Blake Mills)
2. Lost in My Bedroom – 3:13 (Ferreira, Rechtshaid, Raisen, Nigro)
3. Ghost – 5:27 (Ferreira, Jon Brion)
4. Red Lips – 2:22 (Shirley Manson, Greg Kurstin)
5. Everything Is Embarrassing – 4:09 (Ferreira, Rechtshaid, Hynes)

## Formazione
- Sky Ferreira – voce
- Lily Elise – voce (4,8)
- Ariel Rechtshaid – organo, chitarra, synth, batteria, tastiere, cori
- Justin Raisen – tastiere, chitarra, basso, synth, cori
- Garrett Ray – batteria (2,3,7)
- Sean Fitzgerald – batteria (4)
- Jordan Benik – tastiere (2)
- Daniel Nigro – tastiere (10,11), chitarra (7,10)
- Ashlee Gardner – basso (9)